# MP 3008
Die Maschinenpistole Gerät Neumünster MP 3008, auch Volksmaschinenpistole genannt, war ein Nachbau der englischen MP Sten. Die Sten-MP war in großen Stückzahlen von deutschen Truppen erbeutet worden, wurde aber lange als zu primitiv angesehen, als dass sie bei der Wehrmacht eingesetzt werden könnte. Stattdessen wurden die Stens in Reservearsenalen eingelagert. Erst der akute Waffenmangel ab 1943 erzwang das Umdenken.
Das Gerät Neumünster benutzt das Stangenmagazin der MP 38/MP 40, aber mit einem nach unten gerichteten Magazinschacht. Dieses Charakteristikum der Waffe unterscheidet es vom Gerät Potsdam, dem Mauser-Nachbau der MP Sten, die den Magazinschacht wie das Original links hatte. Der Begriff „MP 3008“ kommt als Abkürzung von der deutschen Geräte-Nr. 1-3-3008. An der Teilefertigung sollen mehr als 30 Zulieferer beteiligt gewesen sein, im Zusammenbau 14 Unternehmen. Als letzte große Hoffnung für Heer und Volkssturm wurden am 15. November 1944 von der Feldzeuginspektion 1 Million Stück dieser Waffen bestellt, lieferbar in monatlichen Raten zu 250.000 Stück. Montiert wurden amerikanischen Studien zufolge maximal etwa 3500 Stück. Unklar ist, wie viele davon vor der Einnahme der Fertigungsstätten durch die Alliierten überhaupt noch zum Volkssturm gelangten.